# Бугай австралійський
Бугай австралійський (Botaurus poiciloptilus) — вид птахів родини чаплевих (Ardeidae).

## Поширення
Поширений у південно-західній та південно-східній частинах Австралії, в Тасманії, Новій Зеландії та Новій Каледонії та Увеа. Це прихований і частково нічний вид, який населяє водно-болотні угіддя з густою рослинністю.
Загальна чисельність виду не перевищує 2000 птахів. У Новій Зеландії оціночна чисельність популяції становила 580—725 особин у 1980 році. Вважається, що популяція Нової Каледонії не перевищує 50 птахів. Вважається, що після очевидно стрімкого скорочення австралійська популяція нараховує менше 1000 статевозрілих особин.

## Опис
Довжина птаха становить від 650 до 750 мм. Птах має темно-коричневу верхню частину тіла; обличчя та брови з темно-коричневою смугою, що тягнеться від дзьоба до еректильних пір'їн з боків шиї. Нижня поверхня рудувата, смугаста з коричневим. Шкіра обличчя тьмяно-зелена, як і ноги та ступні. Птах має темно-коричневий дзьоб, жовті очі, а основа нижньої щелепи зелено-жовта.

## Спосіб життя
Харчується водними тваринами, такими як жаби, риба та ракоподібні. Гніздиться поодиноко на землі серед густої болотної рослинності на витоптаних очеретах та інших рослинах.